# Jean-Jacques Urvoas
Jean-Jacques Urvoas (ur. 19 września 1959 w Breście) – francuski polityk, prawnik i nauczyciel akademicki, deputowany, od 2016 do 2017 minister sprawiedliwości.

## Życiorys
W 1983 ukończył prawo publiczne na Université de Bretagne Occidentale (UBO), a rok później nauki polityczne na Université de Rennes I. Na pierwszej z tych uczelni w 1996 doktoryzował się w zakresie nauk politycznych. Pracował w administracji lokalnej, m.in. był dyrektorem gabinetu mera miejscowości Quimper Bernarda Poignant. Od 1998 do 2007 był wykładowcą akademickim na UBO.
W 1997 wstąpił do Partii Socjalistycznej. W 2000 został sekretarzem PS w departamencie Finistère, a w 2004 wszedł w skład rady regionalnej Bretanii, stając na czele klubu radnych socjalistów. W wyborach w 2007 został wybrany w skład Zgromadzenia Narodowego. W 2012 z powodzeniem ubiegał się o poselską reelekcję. 27 stycznia 2016 objął urząd ministra sprawiedliwości w drugim rządzie Manuela Vallsa, zastępując Christiane Taubirę. Pozostał na tej funkcji również w utworzonym w grudniu 2016 rządzie Bernarda Cazeneuve’a. Zakończył urzędowanie wraz z całym gabinetem w maju 2017, ponownie zajmując się działalnością dydaktyczną.
W 2019 został skazany na karę 1 miesiąca pozbawienia wolności z warunkowym zawieszeniem jej postępowania oraz na grzywnę za naruszenie tajemnicy śledztwa w sprawie o korupcję i defraudację.